# Лубб I ибн Муса
Лубб I ибн Муса (араб. لب بن موسى القسوي بن موسى بن فرتون بن قاسي بن فرتون‎, Lubb ibn Mūsà al-Qasawī ibn Mūsà ibn Furtūn ibn Qāsī ibn Furtūn; 820 — 27 апреля 875, Вигера) — глава муваладской семьи (династии) Бану Каси, вали (наместник) Толедо (859—873 и 874—875). Сын Мусы II ибн Мусы (вали Туделы и Сарагосы) и дочери короля Памплоны Иньиго Аристы Ассоны.
Семья Бану Каси вела своё происхождени от вестготского графа Кассия, в 714 году перешедшего в ислам и поступившему на службу к Омейядам, и владела землями на правом берегу реки Эбро. В середине IX века, во время Мусы II ибн Мусы, известного как «третий король Испании», они достигли наибольшего влияния, объединив под своей властью почти все территории, занятые мусульманами в северо-восточной части Пиренейского полуострова. В период правления Лубба I усилились противоречия между Бану Каси и Кордовским эмиром, власть и влияние семейства над северными регионами Кордовского эмирата стали слабее.

## Лубб между мусульманами и христианами
В 842 году Муса II, являвшийся в тот момент вали Туделы, вступил в конфликт с кордовским эмиром Абд ар-Рахманом I и поднял против него восстание. Эмир послал войска во главе с Харитом ибн Бази (Harit ibn Bazí) на границу нынешнего Арагона, чтобы разбить восставших. Харит ибн Бази занял Борху и взял в плен Лубба. Пленённый сын вождя восставших был направлен в Кордову чтобы предстать перед судом эмира, где и оставался в плену до 844 года. В том году норманны опустошили атлантическое побережье Пиренейского полуострова и Абд аль-Рахман II приказал Луббу возглавить армию, чтобы противостоять им. Победив норманнов, Лубб вскоре со славой вернулся в Кордову, где эмир даровал ему свободу и рабыню по имени Аджаб.
В следующем году отец Лубба, Муса ибн Муса, снова восстал против эмира, но сын перешёл на службу к Абд ар-Рахману II, что стало косвенным поводом для примирения между вали Мусой и эмиром Кордовским. При этом, Лубб выступил посредником между двумя правителями.
В 859 году Лубб был назначен вали Толедо. В том же году он потерпел поражение от объединённого войска астурийцев и басков в битве у Альбелды. Вскоре после этого, видя слабость эмира Мухаммада I, Лубб не колеблясь переходит на службу к королю Астурии Ордоньо I. После его смерти в 866 году, Лубб стал союзником его преемника Альфонсо III Великого, с которым подружился во время своего пребывания в плену в Овьедо. Будучи вассалом христиан, Лубб принял участие в нескольких налётах на мусульманские земли. В 860 году ему удалось захватить аристократа Ибн Хамзу и обменять на своих братьев, Мутаррифа и Фортуну, находившихся в заключении у эмира Мухаммада I.
В 872 году Лубб, опираясь на поддержку со стороны Астурии и Наварры, восстал против власти Мухаммада I. Вместе со своими братьями ему удалось вернуть все прежние территории, которыми владел их отец, в том числе захватить основные мусульманские крепости в долине Эбро. Лубб и Исмаил заняли Сарагосу, Мутарриф — Уэску, Фортун — Туделу, также были взяты Тортоса и Монсон. Разгневанный изменой Бану Каси, эмир Мухаммад I лично возглавил боевые действия против семейства, призвав к себе в союзники другую влиятельную семью, Туджибидов. Первым делом был нанесён удар по Толедо, следующей целью стала Сарагоса, обороной которой руководил сын Лубба Мухаммад. Убедившись, что быстро взять город не удастся, эмир поручил осаду города своему сыну аль-Мунзиру, а сам решил атаковать Уэску.
В 873 году, когда кордовские войска подошли к Уэске, то обнаружили, что командир гарнизона Амрус ибн Умар (испанский ренегат) предал Лубба и арестовал его брата Мутаррифа. После этого Мухаммад смог разбить войска Бану Каси и лишить их почти всех владений, кроме Сарагосы. Амрус в благодарность был назначен новым губернатором Верхней Границы (северных земель Кордовского эмирата). Позже эмир отправился в Эхеа и разграбил окраины Памплоны. Вернувшись в Кордова, эмир приказад распять Мутаррифа ибн Муссу и его сыновей, Мухаммеда, Мусу и Лубба. После этого, оставшиеся в живых сыновья Мусы II, Фортун и Исмаил, напали на Лубба в Арнедо, столице одной из тогдашних провинций, захватили его и отослали в Вигеру, лишив власти.
Тем временем, восстание на Верхней Границе не утихает. Взять Сарагосу и Памплону кордовцам не удаётся, более того, войска эмира терпят поражение. В 874 году Бану Каси завоёвывают Барбитанию. После этого вся Верхняя Граница, за исключением Уэски, где со своими сторонниками укрылся Амрус — в руках семьи Бану Каси.
Лубб I ибн Муса погиб на охоте 27 апреля 875 года в Вигере (современные комарка Тьерра-де-Камерос в провинции Ла-Риоха).
Следующим главой семейства Бану Каси после Лубба I стал его сын Мухаммад I ибн Лубб, при котором влияние муваладской семьи на севере Эмирата продолжало ослабевать, в том числе из-за дробления владений между членами династии.